# 에이드리언 뉴이
에이드리언 뉴이 OBE({Adrian Newey, 1958년 12월 26일 ~ )는 영국의 포뮬러 원 엔지니어이다. 레드불 레이싱 F1 팀의 최고 기술 책임자로, 포뮬러 원과 인디카에서 레이스 엔지니어, 공기역학자, 디자이너, 기술감독으로 활동했다.
뉴이는 1958년 12월 26일 영국 워릭셔주 스트랫퍼드어폰에이번에서 태어났다. 렙튼 스쿨에서 수학하였으며 1980년 사우샘프턴 대학교에서 항공공학과 우주항행학을 전공해 최우수 졸업하였다. 졸업 후 하비 포슬스웨이트 휘하의 피티팔디 F1 팀에서 일하면서 모터스포츠 기술자로 첫발을 들였다.

## 서훈
- 2012년 대영 제국 훈장 4등급(OBE) 수훈[1]